# Main Street on the March!
Main Street on the March! ist ein US-amerikanischer Dokumentarfilm aus dem Jahr 1941. 

## Handlung
Der Film umfasst die Zeitspanne von Frühling 1940, als die deutsche Wehrmacht die Benelux-Staaten besetzte, bis zum Dezember 1941, dem japanischen Angriff auf Pearl Harbor. Es werden die Kriegsvorbereitungen der Leute von der Straße gezeigt. Auch die Umstellung der Industrie auf die Rüstungsproduktion wird kommentiert. Originale Filmaufnahmen werden dazu mit Ausschnitten aus Wochenschauen gezeigt.

## Auszeichnungen
1942 wurde der Film in der Kategorie Bester Kurzfilm (2 Filmrollen) mit dem Oscar ausgezeichnet.

## Hintergrund
Die Uraufführung fand am 10. Januar 1942 statt.
Produzent John Nesbitt war der Sprecher des Films.